# Elliott Smith (album)
Elliott Smith è il secondo album in studio di Elliott Smith, il primo pubblicato con l'etichetta discografica Kill Rock Stars il 21 luglio 1995.

## Tracce
(Tutte scritte da Elliott Smith)
1. Needle in the Hay - 4:16
2. Christian Brothers - 4:30
3. Clementine - 2:46
4. Southern Belle - 3:06
5. Single File - 2:26
6. Coming Up Roses - 3:10
7. Satellite - 2:25
8. Alphabet Town - 4:11
9. St. Ides Heaven - 3:00
10. Good to Go - 2:24
11. The White Lady Loves You More - 2:24
12. The Biggest Lie - 2:39